# Niwki (wzgórze)
Niwki (ok. 325 m) – niewielkie wzgórze na Wyżynie Częstochowskiej, po wschodniej stronie miejscowości Olsztyn w województwie śląskim, w powiecie częstochowskim, w gminie Olsztyn. Znajduje się w ciągu wzgórz po wschodniej stronie Olsztyna, pomiędzy wzgórzami Lipówki (351 m) i Cegielnia (349 m). Pokryte jest łąkami.